# Aktion Reinhard
Aktion Reinhard (tysk: Aktion Reinhardt eller Einsatz Reinhardt) var kodenavnet for den nazistiske plan om at myrde alle polske jøder i Generalguvernementet Polen. Aktionen var den mest dødbringende fase af Holocaust med indførelse af udryddelseslejre. To millioner mennesker, næsten alle jøder, blev sendt til Bełżec, Sobibór og Treblinka og forsætligt myrdet. 

## Baggrund
Da koncentrationslejrene blev etableret i 1933, blev de brugt som tvangsarbejdslejre og fængsler; men som Nazi-regimets brutalitet eskalerede, eskalerede volden i lejrene. Ved Anden Verdenskrigs udbrud døde de indsatte i koncentrationslejre i Tyskland og Østrig som Dachau, Bergen-Belsen og Mauthausen-Gusen af sult, ubehandlet sygdom og mord.
Den 20. januar 1942 traf nazisterne beslutningen om at gennemføre Endlösung der Judenfrage (Den endelige løsning på jødespørgsmålet) på Wannsee-konferencen. Aktion Reinhard skulle være det første skridt i den systematiske udryddelse af jøderne i Europa, begyndende med jøderne i Generalguvernementet. Bełżec, Sobibór og Treblinka blev skabt for effektivt at kunne dræbe tusinder. Disse lejre afveg fra Auschwitz-Birkenau og Majdanek, som var tvangsarbejdslejre.  De tre dødslejre lå ved grænsefloden Bug i det østlige Polen. 
Det organisatoriske apparat bag udryddelsesprogrammet blev udviklet i løbet af Aktion T4 mellem 1939 og 1941, hvor mindst 70.000 tyske handicappede mænd, kvinder og børn blev myrdet.  SS-officererne med ansvar for Aktion T4 som Christian Wirth, Franz Stangl og Irmfried Eberl fik alle afgørende roller i oprettelsen af dødslejrene.

## Höfle-telegrammet
11. januar 1943 opsnappede britisk efterretning et radiotelegram fra Lublin til Krakow. Det blev oversat fra tysk og arkiveret. Først i 2001 opdagede to britiske historikere dets betydning. Telegrammet var sendt fra Aktion Reinhards hovedkvarter i Lublin, hvor SS-major Hermann Höfle rapporterede til Sicherheitsdienst i Krakow, hvordan aktionen skred frem. Han opgiver også det totale antal jøder dræbt i de fire lejre i 1942: 1.274.166. 
Skal de sammenlagte tal passe, blev der dræbt 713.555 i Treblinka. Höfles tal, 71.355, er en skrivefejl eller fejl ved dekrypteringen. 
I de to sidste uger af december 1942 var mere end 23.000 jøder dræbt i Majdanek-lejren og udryddelseslejrene Belzec, Sobibor og Treblinka. Höfle opgiver også tal for hver enkelt lejr:
- L (for Lublin, altså Majdanek) 12.761 døde
- B (dvs. Bełżec) 0 døde (fordi lejren var lukket)
- S (dvs. Sobibor) 515 døde (kun én transport i de to uger)
- T (dvs. Treblinka) 10.335 døde [5]

## Navnet på aktionen
Man har ment, at operationen blev opkaldt efter Reinhard Heydrich, der var koordinator for Endlösung der Judenfrage i det tysk-besatte Europa under anden verdenskrig. Den 27. maj 1942, efter Wannsee-konferencen i januar 1942, blev Heydrich angrebet af britisk-trænede tjekkoslovakiske agenter og døde otte dage senere af sine kvæstelser.
Det bestrides af nogle forskere på baggrund af stavemåden i "Aktion Reinhardt". Reinhard Heydrich stavede sit fornavn uden t. De hævder, at aktionen var opkaldt efter den tyske statssekretær i Finansministeriet, Fritz Reinhardt. I november 1946 oplyste Rudolf Höss, den tidligere kommandant Auschwitz, under forhør i Kraków, at Aktion Reinhardt var kodenavnet for indsamling, sortering og udnyttelse af alle tyvekosterne fra udryddelseslejrene,  som skulle have indbragt Nazi-Tyskland totalt DM 178.745.960. 

## Dødsfabrikker
Den 13. oktober 1941 fik højere SS- og politichef ordre fra Reichsführer-SS Heinrich Himmler om øjeblikkeligt at indlede byggeriet af den første Aktion Reinhard-lejr i Bełżec i Generalguvernementet, Polen. Odilo Globocnik fik fuld kontrol over Aktion Reinhard-lejrene. Alle hans ordrer kom direkte fra Himmler og ikke fra SS-Gruppenführer Richard Glücks, leder af Inspektoratet for koncentrationslejrene. SS-mænd under direkte kommando af Globocnik, tjente i lejrene. De kom fra Sicherheitsdienst og SS' politibataljon, suppleret med SS-folk fra Aktion T4. Lejrene blev bevogtet af ukrainske medhjælpere kaldt "Trawnikis".  De var også kendt som Hiwis efter Hilfswillige (dansk: frivillige).